# Marshall Islands International Airport
Marshall Islands International Airport (IATA: MAJ, ICAO: PKMJ, FAA LID: MAJ), ook bekend als Amata Kabua International Airport, is een vliegveld op de Marshalleilanden. Het vliegveld is gevestigd op het westelijke deel van Rairok, aan de oostkant van de atol Majuro. 

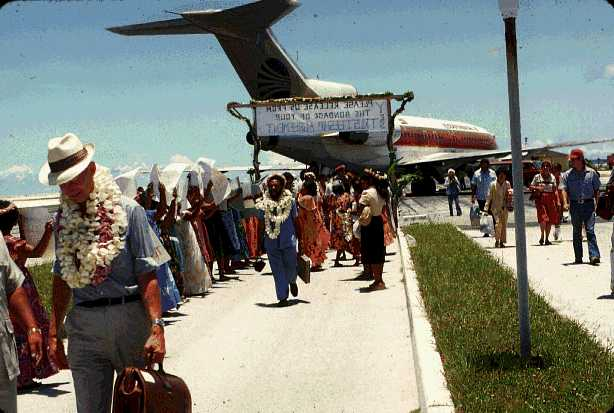
De TTPI VN Missie (1978) landt op Marshall Islands International Airport